# Jellyfin
Jellyfin — це вільний медіасервер з відкритим вихідним кодом та набір мультимедійних застосунків, призначених для організації, управління та обміну цифровими медіафайлами з мережевими пристроями. Jellyfin складається з серверного застосунку, встановленого на комп'ютері під управлінням Linux, Microsoft Windows або macOS, та іншого додатка, що працює на клієнтському пристрої, такому як смартфон, планшет, Smart TV, медіаплеєр, ігрова консоль або у веб-браузері. Jellyfin також може передавати медіаконтент на пристрої з підтримкою DLNA та Chromecast. Це форк проєкту Emby. 

## Особливості
Jellyfin працює за клієнт-серверною архітектурою, яка дає змогу кільком користувачам і пристроям одночасно підключатися та віддалено відтворювати цифрові медіа. Оскільки Jellyfin запускається як автономний сервер, він не потребує підписки, а для своєї роботи не використовує зовнішнє з’єднання чи автентифікацію через сторонні сервіси. Завдяки цьому Jellyfin може працювати в ізольованій локальній мережі так само, як і через Інтернет. Через спільне походження з Emby, деякі клієнтські програми для Emby неофіційно сумісні з Jellyfin. Проте з часом, коли кодова база Jellyfin дедалі більше відрізняється від Emby, така сумісність стає менш імовірною. Jellyfin також не підтримує прямого шляху міграції з Emby. 
Jellyfin є розширюваним — існують додаткові сторонні плагіни, які за бажанням можна встановити для розширення функціональності. Проєкт має офіційне сховище плагінів, однак для встановлення плагіни необов’язково мають бути розміщені саме там. 
У версії 10.6.0 серверного програмного забезпечення з’явилася функція під назвою SyncPlay, яка дає змогу кільком користувачам одночасно переглядати медіаконтент у синхронізованому режимі. Також було додано підтримку читання електронних книг у форматі EPUB, а ще можливість використовувати сторонні сховища плагінів — це дозволяє користувачам створювати й встановлювати плагіни без прив’язки до офіційного репозиторію. Окрім цього, веб-інтерфейс було відокремлено в окрему систему — це крок у напрямку переходу до SQL-бекенду й реалізації високої доступності з кількома серверами. . Jellyfin можна запускати в контейнері Docker . 

## Клієнти
Існує низка клієнтів Jellyfin, за допомогою яких можна підключатися до сервера через HTTP-порт 8096 або HTTPS-порт 8920 — це стандартні налаштування.  Крім того, Jellyfin здатен передавати медіа й на пристрої, що підтримують DLNA або Chromecast. Серед найпомітніших клієнтів Jellyfin можна назвати: 
- Jellyfin Web
- Jellyfin Media Player для Windows, MacOS та Linux
- Програми для Android, iOS, iPadOS, Android TV та Fire TV, пристроїв Roku, Xbox [10] та телевізорів LG під управлінням WebOS
- Доповнення для Kodi

## Розвиток
Проєкт Jellyfin розпочався 8 грудня 2018 року, коли співзасновники Ендрю Раберт і Джошуа Боніфейс разом з іншими користувачами вирішили відокремитися від Emby — це стало реакцією на припинення відкритої розробки проєкту.  Наступного дня Раберт запропонував назву Jellyfin — вона є відсиланням до потокової передачі даних.   Перша версія Jellyfin стала доступною 30 грудня 2018 року.

## Історія версій
Власна система нумерації версій Jellyfin розпочалася з версії 10.0.0 у січні 2019 року.
| Версія  | Дата виходу         | Примітки |
| ------- | ------------------- | --- |
| 10.11.0 | Очікується          | Майбутній реліз. Покращено роботу з резервними копіями та відновленням, покращено міграцію даних, додано підтримку файлів VOB, розширено роботу з субтитрами та HTTP-запитами. Проведено загальну оптимізацію стабільності.                                                    |
| 10.10.0 | 27 жовтня 2024 року | Jellyfin підтримує поділ відео на сегменти (розділи у відео) та формат Dolby Vision HDR для кращої якості зображення. Водночас припинено підтримку старих 32-бітних пристроїв ARM, відеовиводу через V4L2 на Raspberry Pi та застарілих способів мережевого доступу до файлів. |
| 10.9.0  | 11 травня 2024 року | |
| 10.8.0  | 11 червня 2022 року | |
| 10.7.0  | 8 березня 2021 року | |
| 10.6.0  | 19 липня 2020 року  | Додано функцію SyncPlay для синхронного перегляду медіа кількома користувачами, а також підтримку читання книг у форматі EPUB. |
| 10.5.0  | 8 березня 2020 року | Hardware acceleration encoding and decoding support added for the Raspberry Pi |
| 10.4.0  | 6 жовтня 2019 року  | |
| 10.3.0  | 19 квітня 2019 року | |
| 10.2.0  | 16 лютого 2019 року | |
| 10.1.0  | 25 січня 2019 року  | |
| 10.0.0  | 7 січня 2019 року   | |
| 3.5.2-5 | 30 грудня 2018 року | Єдиний випуск, у якому використовувалася оригінальна система нумерації версій від Emby. |

## Зовнішні посилання
- Офіційний сайт